# Oksoko
Oksoko (podle mytického tříhlavého orla) byl rod teropodního oviraptorosaurního dinosaura, žijícího na území východní Asie (Mongolsko) v období pozdní svrchní křídy (geol. stupeň maastricht, asi před 70 až 68 miliony let). Fosilie tohoto teropoda byly objeveny v sedimentech souvrství Nemegt a formálně popsány roku 2020. Typovým druhem je Oksoko avarsan.

## Popis
Fosilie tohoto dinosaura byly objeveny v poušti Gobi a představují několik velmi kompletních a dobře zachovaných koster. Anatomickou zajímavostí je chybějící třetí prst na přední končetině, což pravděpodobně představovalo jakousi ekologickou adaptaci. Toto zjištění také vysvětluje, proč byli oviraptoridi koncem křídy tolik rozšíření - umožnila jim to morfologická rozmanitost, díky které obsazovali různé ekologické niky pozdně křídového světa.
Odhadovaná hmotnost tohoto menšího teropodního dinosaura činí (v případě mláděte) zhruba 30 kilogramů.